# Pachyphyllum hispidulum
Pachyphyllum hispidulum là một loài thực vật có hoa trong họ Lan. Loài này được (Rchb.f.) Garay & Dunst. mô tả khoa học đầu tiên năm 1965.